# Campina da Lagoa
Campina da Lagoa é um município brasileiro do estado do Paraná localizado na Região de Goioerê, no centro-oeste do estado.

## História
Em 1940 chegam para fixarem moradia na região, Joaquim Carula e Salvador Ananias, ficando nas proximidades da Água da Herveira. Somente em abril de 1941 chegam a um platô, onde descobrem uma planície com três lagoas e denominaram o local Campina das Três Lagoas.
Em 2 de setembro de 1947, Campina da lagoa é oficialmente reconhecida como povoado de Campo Mourão. Entre 1947 e 1952, chegaram ao povoado mais de 600 famílias e logo foram construídos escolas, igreja, serrarias, pequenas oficinas, diversos estabelecimentos comerciais, etc.
Em 30 de maio de 1955, o povoado foi levado à categoria de Distrito Administrativo e a 25 de julho de 1960, pela Lei nº 4.245, foi criado o município de Campina da Lagoa, desmembrando de Goioerê.

## Localização geográfica
Está a 52º48'9 de longitude oeste e a 24º35'34 de latitude sul. Integra a Microrregião de Goioerê (Estadual), limita-se ao norte com os Municípios de Juranda e Mamborê, ao sul com Campo Bonito, Guaraniaçú e Altamira do Paraná, a oeste com Braganey e Ubiratã, e a leste com Nova Cantu. Sua área é de 817,905 quilômetros quadrados, e é banhada pelas bacias fluviais dos rios Piquirí, Caratuva, Herveira, Azul e Rio do Meio.

### Altitude
Sua altitude é de 618,5 metros acima do nível do mar.

## Pontos turísticos
Campina da Lagoa possui pontos turísticos, entre eles, a Lagoa Municipal ou Lagoa Antônio Chiqueto, local que denomina o município.

## População
Sua população estimada em 2016 era de 15.144 habitantes conforma dados do IBGE.

## Agricultura
É uma típica cidade do interior do Paraná e a economia é fortemente voltada à agricultura (grãos: milho, soja).

## Mídia
Campina da Lagoa possui alguns meios de comunicação pela internet, entre eles, destacam-se: Jortal O Vale, Campina News, Campina Online.